# Isobuttersäureanhydrid
Isobuttersäureanhydrid ist eine chemische Verbindung aus der Gruppe der Carbonsäureanhydride.

## Gewinnung und Darstellung
Isobuttersäureanhydrid kann durch Reaktion von Essigsäureanhydrid mit Isobuttersäure gewonnen werden.

## Eigenschaften
Isobuttersäureanhydrid ist eine brennbare, schwer entzündbare, farblose Flüssigkeit mit stechendem Geruch, die in Wasser hydrolysiert.

## Verwendung
Isobuttersäureanhydrid wird als Ausgangsmaterial für Ester wie Saccharoseacetatisobutyrat, Farbstoffe und Agrochemikalien verwendet.

## Sicherheitshinweise
Die Dämpfe von Isobuttersäureanhydrid können mit Luft ein explosionsfähiges Gemisch (Flammpunkt 67 °C, Zündtemperatur 375 °C) bilden.